# Peltastes isthmicus
Peltastes isthmicus är en oleanderväxtart som beskrevs av Robert Everard Woodson. Peltastes isthmicus ingår i släktet Peltastes och familjen oleanderväxter. Inga underarter finns listade i Catalogue of Life.